# Wereldkampioenschap schaatsen allround 1903
Het Wereldkampioenschap schaatsen allround 1903 werd op 20 en 21 maart in het Marktplaats te Sint-Petersburg gehouden.
Er was geen titelverdediger, omdat in de vorige editie van 1902 niemand in het Pohjoissatama in Helsingfors drie afstanden wist te winnen. Ook deze editie wist niemand drie afstanden te winnen.

## Eindklassement
| Rang | Schaatser             | Land               | 500m      | 5000m        | 1500m       | 10.000m     |
| ---- | --------------------- | ------------------ | --------- | ------------ | ----------- | ----------- |
| (1)  | Johan Schwartz        | Noorwegen          | 50,0 (2)  | 10.15,2 (3)  | 2.59,0 (1)  | 22.47,6 (3) |
| (2)  | Theodor Bønsnæs       | Noorwegen          | 50,6 (4)  | 10.08,4 (2)  | 3.04,4 (5)  | 22.15,0 (1) |
| (3)  | Sigurd Mathisen       | Noorwegen          | 51,2 (5)  | 10.23,0 (6)  | 3.02,4 (4)  | 22.43,4 (2) |
| (4)  | Grigori Kiselev       | Keizerrijk Rusland | 52,6 (9)  | 10.08,0 (1)  | 3.12,6 (11) | 22.48,2 (4) |
| (5)  | Konrad Liljeberg      | Finland            | 55,0 (13) | 10.20,0 (5)  | 3.10,6 (10) | 23.51,8 (6) |
| (6)  | Sergey Grigoryev      | Keizerrijk Rusland | 53,2 (10) | 10.33,2 (8)  | 3.17,0 (13) | 24.29,0 (7) |
| NF4  | Franz Wathén          | Finland            | 49,4 (1)  | 10.17,0 (4)  | 3.01,0 (2)  | NF          |
| NS4  | Johan Vikander        | Finland            | 51,4 (7)  | 10.34,0 (9)  | 3.04,6 (6)  |             |
| NS4  | Miltiades Manno       | Hongarije          | 50,4 (3)  | NF           | 3.05,6 (7)  |             |
| NS4  | Toivo Tillander       | Finland            | 51,2 (5)  | 10.36,8 (10) | 3.02,2 (3)  |             |
| NS4  | Theodor Baltscheffski | Finland            | 53,6 (11) | 11.33,6 (13) | 3.19,8 (14) |             |
| NS4  | Jussi Wiinikainen     | Finland            | 52,0 (8)  | 10.52,6 (12) | 3.09,0 (9)  |             |
| NS4  | Gösta Hägg            | Finland            | 54,0 (12) | 10.25,8 (7)  | 3.07,6 (8)  |             |
| NF2  | Erik Thour            | Zweden             | 55,4 (14) | 10.46,0 (11) |             | 23.05,8 (5) |
| NS2  | Fyodor Zhakin         | Keizerrijk Rusland |           |              | 3.15,8 (12) |             |

* = met val
NC = niet gekwalificeerd
NF = niet gefinisht
NS = niet gestart
DQ = gediskwalificeerd